# Ерши (Карелия)
Ерши́ — упразднённая деревня в Кондопожском районе Карелии Российской Федерации. Находилась в северной части этнического ареала карел-людиков.
В настоящее время в деревне летом проживают дачники.

## География
Расположена на северо-восточном берегу озера Сандал.

## История
Первое упоминание о «деревне на Сандале за озером» относится к 1628−1629 годам.
В 1874 году в списках духовенства упоминается в Ершах часовня во имя Священномученика Дмитрия.
В 1989 году в Ерши была перевезена из деревни Лукин Наволок и отреставрирована деревянная часовня Михаила Архангела, Варвары великомученицы, Иоанна Предтечи.